# Somogyi Szilárd
Somogyi Szilárd (Baja, 1979. július 27. –) magyar rendező.

## Rövid életrajz
A szentesi Horváth Mihály Gimnázium drámatagozatán érettségizett. Ezt követően a veszprémi Petőfi Színházban játszott kisebb szerepekben. Közben a Toldi Mária vezette Vasutas Musical Stúdióban képezte magát. Első diplomáját a Pécsi Tudományegyetemen szerezte. Rendezői diplomáját a Marosvásárhelyi Művészeti Egyetemen Babarczy László tanítványaként vehette át 2012-ben.
A Budapesti Operettszínház rendezője, szövegíróként és fordítóként is dolgozik. Vendégként a Szentpétervári Zenés Színházban, a Margitszigeti Szabadtéri Színpadon, a Marosvásárhelyi Nemzeti Színház Magyar Tagozatánál és a Szegedi Szabadtéri Játékokon állított darabokat színpadra. A Pécsi Nemzeti Színházban három egymást követő évben dolgozott, akárcsak Csíkszeredában, a Csíki Játékszínben, ahová 2015-ben már harmadszorra hívták vissza. Közben a Budapesti Operettszínházban is évente egy vagy két produkciót rendez.  A rendezés mellett szívesen vesz részt új darabok megírásában, zenés színpadi művek fordításában, fiatal színészek oktatásában–nevelésében. 2011-ben a kultúráért felelős miniszter zenés színházi rendezői tevékenységéért Nádasdy Kálmán-díjjal tüntette ki.

## Rendezései
- Jövőre, Veled, Itt! – Budapesti Operettszínház (2005. december 10.)
- Mária evangéliuma – Margitszigeti Szabadtéri Színpad (2006. augusztus 17.)
- Oltári srácok (Altar Boyz) – Budapesti Operettszínház (2007. március 29.)
- Abigél(szövegíró is) – Budapesti Operettszínház (2008. március 27.)
- Tavaszébredés(Spring Awakening) – Budapesti Operettszínház (2009. február 7.)
- Leányvásár – Pécsi Nemzeti Színház (2009. március 27.)
- Szép nyári nap – Budapesti Operettszínház (2009. július 15.)
- Boleyn Anna (opera) – Pécsi Nemzeti Színház (2010. február 26.)
- Szerdán tavasz lesz! – Budapesti Operettszínház (2010. október 22.)
- Rudolf – Pécsi Nemzeti Színház (2010. december 10.)
- Jövőre, Veled, Itt! (orosz nyelven) – Szentpétervári Zenés Színház
- A kaukázusi krétakör – Budapesti Operettszínház (2011. december 2.)
- Veled, Uram! – Budapesti Operettszínház (2012. március 30.)
- Kőműves Kelemen – Marosvásárhelyi Nemzeti Színház Magyar Tagozata (2012. szeptember 14.)
- Isten pénze – Csíki Játékszín (2012. december 21.)
- Ördögölő Józsiás – Budapesti Operettszínház (2013. március 31.)
- Elfújta a szél – Szegedi Szabadtéri Játékok (2013. július 26.)
- Viktória! – Csíki Játékszín (2013. november 20.)
- Fame –  Budapesti Operettszínház (2015)
- Luxemburg grófja – Csiky Gergely Színház (2016. január 15.)
- Lady Budapest –  Budapesti Operettszínház (2016)
- Ének az esőben –  Budapesti Operettszínház  (2016)
- A Notre Dame-i toronyőr – Szegedi Szabadtéri Játékok (2017)
- Bál a Savoyban – Győri Nemzeti Színház (2017)
- Lúzer rádió, Budapest! – Dunaújvárosi Bartók Táncszínház (2018)
- A Pendragon-legenda – Budapesti Operettszínház (2019)
- Titanic – Szegedi Szabadtéri Játékok (2019)
- Ory grófja – Csokonai Színház (2019)
- Mozart! – Margitszigeti Szabadtéri Színpad és Veszprémi Petőfi Színház (2022)

## Díjai és kitüntetései
- Nádasdy Kálmán-díj (2011)[4]

## Érdekességek
- Szabó Magda neki adta az Abigél zenés színpadra állításának jogát, így születhetett meg az Abigél című musical.
- Színésznek készült, első szerepe Péter volt a Jézus Krisztus szupersztárból, a Veszprémi Petőfi Színház színpadán.
- Vegyész szakra járt az ELTE-n.

## Mesterei
Babarczy László, Toldy Mária, Kerényi Miklós Gábor, Bácskai Mihály